# Lípa na návsi ve Vrčeni
Lípa na návsi ve Vrčeni byl památný strom v obci Vrčeň severovýchodně od Nepomuku v okrese Plzeň-jih. Více než dvěstěpadesátiletá lípa velkolistá (Tilia platyphyllos) byla spolu s dalšími vysázena za faráře Nebušky okolo roku 1723 na návsi u fary, dnes v sousedství hasičské zbrojnice. Její obvod byl 396 cm a dosahovala výšky 22 m. Při bouřce 3. září 1997 ji zasáhl blesk a celou rozlomil. Poškození bylo natolik vážné, že byla následně pokácena.

## Stromy v okolí
- Vrčeňská lípa